# Geron rufipes
Geron rufipes är en tvåvingeart som beskrevs av Macquart 1846. Geron rufipes ingår i släktet Geron och familjen svävflugor. Inga underarter finns listade i Catalogue of Life.